# Baranda
Baranda (izvirno srbsko Баранда) je naselje v Srbiji, ki upravno spada pod Občino Opovo; slednja pa je del Južnobanatskega upravnega okraja.

## Demografija
V naselju, katerega izvirno (srbsko-cirilično) ime je Баранда, živi 1269 polnoletnih prebivalcev, pri čemer je njihova povprečna starost 39,2 let (37,7 pri moških in 40,7 pri ženskah). Naselje ima 492 gospodinjstev, pri čemer je povprečno število članov na gospodinjstvo 3,35.
To naselje je, glede na rezultate popisa iz leta 2002, večinoma srbsko.
|  |

| Demografija | Demografija     | Demografija     |
| Leto        | Št. prebivalcev | Št. prebivalcev |
| ----------- | --------------- | --------------- |
|             |                 |                 |
|             |                 |                 |
|             |                 |                 |
|             |                 |                 |
| 1948        | 1917            |                 |
| 1953        | 1934            |                 |
| 1961        | 1841            |                 |
| 1971        | 1671            |                 |
| 1981        | 1656            |                 |
| 1991        | 1690            | 1662            |
| 2002        | 1686            | 1648            |
|             |                 |                 |

| Etnična sestava po popisu iz leta 2002 | Etnična sestava po popisu iz leta 2002 | Etnična sestava po popisu iz leta 2002 | Etnična sestava po popisu iz leta 2002 | Etnična sestava po popisu iz leta 2002 |
| -------------------------------------- | -------------------------------------- | -------------------------------------- | -------------------------------------- | -------------------------------------- |
| Srbi                                   | Srbi                                   |                                        | 1.542                                  | 93,56%                                 |
| Romi                                   | Romi                                   |                                        | 42                                     | 2,54%                                  |
| Madžari                                | Madžari                                |                                        | 13                                     | 0,78%                                  |
| Hrvati                                 | Hrvati                                 |                                        | 10                                     | 0,60%                                  |
| Jugoslovani                            | Jugoslovani                            |                                        | 6                                      | 0,36%                                  |
| Slovaki                                | Slovaki                                |                                        | 5                                      | 0,30%                                  |
| Romuni                                 | Romuni                                 |                                        | 4                                      | 0,24%                                  |
| Črnogorci                              | Črnogorci                              |                                        | 3                                      | 0,18%                                  |
| Rusi                                   | Rusi                                   |                                        | 2                                      | 0,12%                                  |
| Makedonci                              | Makedonci                              |                                        | 1                                      | 0,06%                                  |
| Bolgari                                | Bolgari                                |                                        | 1                                      | 0,06%                                  |
| Albanci                                | Albanci                                |                                        | 1                                      | 0,06%                                  |
| Neznano                                | Neznano                                |                                        | 16                                     | 0,97%                                  |